# Busungarna (musikgrupp)
Busungarna var en svensk barnmusikgrupp under början-mitten av 1980-talet som bildades runt låten Tomten, jag vill ha en riktig jul. Den bestod av de sjuåriga klasskamraterna Rickard Gunnarsson, Patrick Tokarski, Carl Westerberg och Malcolm Murrey.
Låtskrivaren Kenneth Fridén lämnade in en demo till Polarstudion 1982 som togs emot av Tomas Ledin och Rutger Gunnarsson. De tyckte om låten och att det skulle fungera bra om det var barn som sjöng den och skapade bandet med Rutger Gunnarssons son Rickard och några av hans klasskamrater. Låten blev framgångsrik och bandet uppträdde i TV-programmen Razzel och Nöjesmaskinen. Bandet fortsatte sporadiskt i ett par år till, men var aldrig tänkt som en satsning. Richard Gunnarsson är den ende som senare satsade på musiken och har bland annat spelat i synthpopbanden Lowe och Seadrake.

## Diskografi

### Album
- Tjena, vi är Busungarna - 1984

### Singlar
- Tomten, jag vill ha en riktig jul/Skvallerbytta bing bång - 1982
- Äntligen sommarlov/Busvitsar del 2 - 1984
- Vi vill ha fred/Julbus runt granen - 1985

### Fotnoter
1. 1 2 3 4  Petter J. Larsson (22 december 2018). ”Så gick det sedan för Busungarna”. Aftonbladet. https://www.aftonbladet.se/a/Mgeea5. Läst 16 december 2023.
2. 1 2  Lars Nylin (13 december 2022). ”Busungarna - 40 år av riktig jul”. Musikindustrin. https://www.musikindustrin.se/2022/12/13/busungarna-40-ar-av-riktig-jul/. Läst 16 december 2023.